# Burning from the Inside
Albums de Bauhaus
The Sky's Gone Out
(1982) Go Away White
(2008)
Singles
1. She's in Parties
Sortie : avril 1983

Burning from the Inside est le quatrième album studio du groupe de rock britannique Bauhaus, sorti en juillet 1983.
Il se classe, dès sa sortie, 13e des ventes d'albums au Royaume-Uni. Le groupe se sépare peu de temps après.

## Liste des titres
Tous les titres sont écrits et composés par Bauhaus.

### Édition originale vinyle
| 1. | She's in Parties          | 5:46 |
| 2. | Antonin Artaud            | 4:09 |
| 3. | Wasp (instrumental)       | 0:20 |
| 4. | King Volcano              | 3:29 |
| 5. | Who Killed Mr. Moonlight? | 4:54 |

| 6.  | Slice of Life           | 3:43 |
| 7.  | Honeymoon Croon         | 2:52 |
| 8.  | Kingdom's Coming        | 2:25 |
| 9.  | Burning from the Inside | 9:21 |
| 10. | Hope                    | 3:17 |

### Titres bonus réédition CD
| No  | Titre               | Durée |
| --- | ------------------- | ----- |
| 11. | Lagartija Nick      | 3:30  |
| 12. | Here's the Dub      | 3:01  |
| 13. | Departure           | 4:50  |
| 14. | The Sanity Assassin | 4:05  |

## Musiciens
- Peter Murphy : chant, guitare
- Daniel Ash : guitare, chant
- David J : basse, chant
- Kevin Haskins : batterie

## Classements hebdomadaires
| Classement (1983)             | Meilleure position |
| ----------------------------- | ------------------ |
| Royaume-Uni (UK Albums Chart) | 13                 |